# 圣博尔巴什
圣博尔巴什（匈牙利語：Szentborbás）是匈牙利绍莫吉州所辖的一个村。总面积7.47平方公里，总人口135，人口密度18.1人/平方公里（2011年1月1日）。